# 야마가촌 (교토부)
야마가촌(일본어: 山家村)은 일본 교토부 이카루가군에 설치되었던 촌이다. 현재의 아야베시에 해당한다.